# طلاق
طلاق به معنی پایان شرعی و قانونی ازدواج و جدا شدن همسران از یکدیگر است و در پی آن حقوق و تکالیف متقابلی که بین زوجین در هنگام ازدواج وجود داشته از میان می‌رود. طلاق معمولاً وقتی اتفاق می‌افتد که استحکام ازدواج از بین می‌رود و میان زوجین ناسازگاری و تنش وجود دارد. طلاق اجتماعی تغییرات در دوستی‌ها و سایر روابط اجتماعی است که مرد یا زن طلاق گرفته با آن‌ها سر و کار دارد. طلاق روانی موقعیتی است که از طریق آن فرد پیوندهای وابستگی عاطفی به همسرش را قطع کند و به تنها زیستن تن دردهد.
طلاق با بطلان ازدواج متفاوت است؛ بطلان ازدواج به معنای این است که ازدواج صورت گرفته از ابتدا باطل و بی‌اعتبار بوده‌است. شیوهٔ انجام طلاق در قوانین کشورهای مختلف بسیار متفاوت است، اما در اغلب کشورها نیاز به تأیید یک دادگاه یا مرجع رسمی حقوقی دارد. مذاهب مختلف نیز رویکردهای متفاوتی به طلاق دارند؛ طلاق در اسلام به اختیار شوهر انجام می‌شود اما زن نیز در شرایط خاصی ممکن است حق طلاق را به دست بیاورد.
واژه طلاق از ریشه عربی و به معنی «گشودن گره» و «رها کردن» است و در فقه اسلامی «زائل کردن قید ازدواج با لفظ مخصوص» تعریف می‌شود. در فارسی از واژهٔ هِلِش، برای اشاره به طلاق استفاده می‌شده که از تغییریافتهٔ hiliŠn از پارسی میانه است. در زبان عربی به زنی که از همسرش جدا شده است مُطَلَّقِه میگویند.

## آثار طلاق
نبود ناگهانی همسر ممکن است احساس اضطراب یا هراس ایجاد کند؛ هر چند برخی نیز ممکن است پس از طلاق احساس خوشحالی داشته باشند. معمولاً زنان از طلاق بیش از مردان از نظر اقتصادی زیان می‌بینند اما فرایندهای سازگاری روانی و اجتماعی برای مردان و زنان تفاوت چندانی ندارد. بعضی از مردان و زنان ممکن است پس از طلاق مجدد ازدواج کنند.

## طلاق و اثار ان بر کودکان و نوجوانان
کودکانی که والدینشان از ازدواج خود راضی نیستند اما با هم زندگی می‌کنند، ممکن است تحت‌تأثیر تنش ناشی از روابط آن‌ها به اضطراب یا افسردگی مبتلا شوند. کودکان پس از جدایی پدر و مادرشان نیز به اضطراب عاطفی دچار می‌شوند. کودکان بزرگ‌تر بهتر می‌توانند انگیزه‌های پدر و مادرشان را برای طلاق درک کنند. این کودکان ممکن است به خاطر اثرات طلاق بر آیندۀ خود نگران باشند یا این که احساس تنهایی داشته باشند. کودکان هنگامی که پس از جدایی هم با پدر و هم با مادر رابطه مداوم دارند در وضع بهتری به سر می‌برند تا هنگامی که فقط یکی از آن‌ها را به‌طور منظم می‌بینند. طلاق هماهنگی میان والدین، مسائل نگه‌داری کودک و حق ملاقات را در برمی‌گیرد.
به تازگی به فرزندی پذیرفتن کودکان بی‌سرپرست از سوی افراد مجرد رواج بیشتری پیدا کرده‌است. این موضوع موافقان و مخالفانی دارد؛ مخالفان بر این باورند که این کودکان با ورود به یک خانواده تک سرپرست با مشکلات عاطفی رو‌به‌رو خواهند شد.
شواهد حاکی از آن است که نوجوانانی که در خانواده‌های تک والدی بزرگ شده‌اند بیش از همسالان خود، که در خانواده‌های دو والدی تربیت شده‌اند، به سمت رفتارهای پرخطر تمایل دارند؛ که شامل مصرف دخانیات، نوشیدن الکل، خشونت، روابط جنسی ناامن و اقدام به خودکشی است.

## تاریخچه

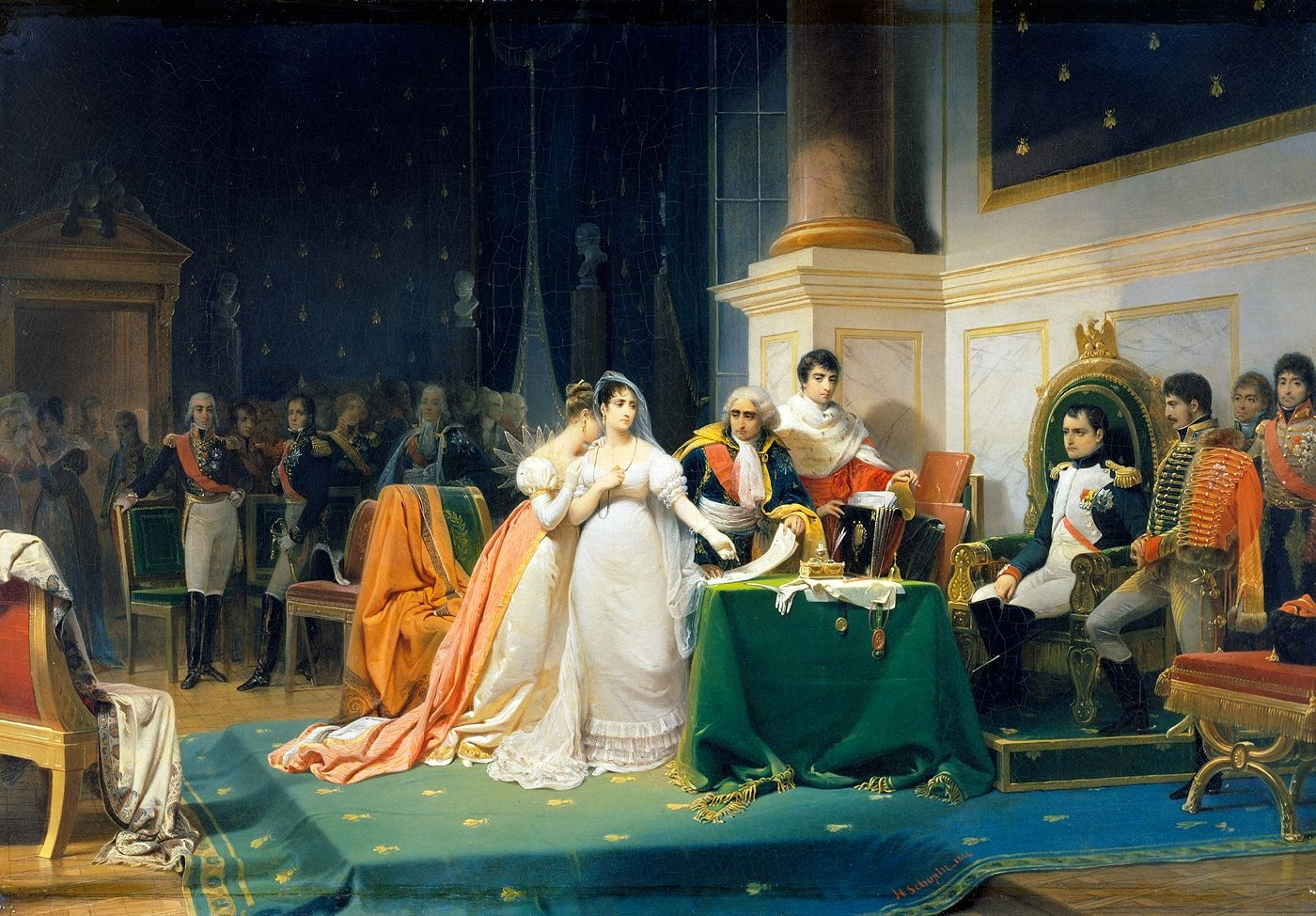
«طلاق ملکه ژوزفین» اثر هنری فردریک شوپن. کد ناپلئون (۱۸۰۴) طلاق را در فرانسه قانونی کرد و ژوزفین همسر ناپلئون بناپارت در ۱۸۰۹ از امپراتور فرانسه جدا شد.

طلاق در بسیاری از سرزمین‌های باستانی از جمله میان‌رودان، یونان، ایران، مصر و چین وجود داشته‌است. کنستانتین محدودیت‌های بسیاری برای طلاق ایجاد کرد و در قرن دهم میلادی کلیسای مسیحی آن را ممنوع دانست. هنری هشتم برای نخستین بار از مجلس کلیسای انگلیس خواست که ازدواج او را فسخ نماید.
به مرور زمان کشورهای اروپایی و مسیحی حق طلاق را برای زن و شوهر به رسمیت شناختند. با این حال، در سال ۱۹۸۶ در ایرلند پارلمان طلاق را غیرقانونی اعلام کرد. در انگلستان، در سال ۱۹۶۹ لایحه قانونی اصلاح طلاق به تصویب رسید که گرفتن طلاق را برای زن و شوهر آسان‌تر کرد. بین سال‌های ۱۹۶۰ و ۱۹۷۰، میزان طلاق در بریتانیا به‌طور ثابت هر سال ۹ درصد افزایش یافت و در طی آن دهه دو برابر شد. امروزه در بسیاری از جوامع اروپایی، میزان طلاق افزایش یافته‌است.
در کشورهایی که ازدواج همجنسگرایان قانونی است طلاق آنان هم پیش‌بینی شده‌است. بر اساس آمار میزان طلاق بین همجنسگرایان کمتر می‌باشد.

## طلاق در مذاهب متفاوت

### در مسیحیت
طلاق در کتاب مقدس
کتاب مقدس در چندین بخش به موضوع طلاق می پردازد و پیام آن می تواند پیچیده باشد. در ادامه خلاصه ای از این موضوع ارائه می شود:
- در حالت ایده آل، ازدواج یک تعهد مادام العمر است: در پیدایش 2:24 ازدواج به عنوان "یک تن شدن" توصیف شده است و در ملاکی 2:16 گفته شده است که خدا از طلاق متنفر است.

- مجوزهای عهد عتیق: در تثنیه 24:1-4 طلاق به دلایلی مجاز شمرده شده است، اما دلایل دقیق آن مشخص نیست.

- تعالیم عیسی: در متی 5:31-32 و مرقس 10:11-12 به نظر می رسد طلاق به جز در مورد "زنا" ممنوع باشد. در متی 19:8-9 عیسی مسیح توضیح می دهد که موسی به دلیل ضعف بشر طلاق را مجاز دانسته بود، اما اراده خدا برای ازدواج، پایداری آن است.

- ابهامات: در مورد معنای دقیق "زنا" بحث وجود دارد. همچنین، در 1 قرنتیان 7:10-16 آمده است که اگر همسر بی ایمان یک فرد مؤمن او را ترک کند، فرد مؤمن می تواند دوباره ازدواج کند.

در مجموع، کتاب مقدس بر تعهد در ازدواج تأکید می کند، اما واقعیت های نقص بشر را نیز به رسمیت می شناسد. سنت های مختلف مسیحی این بخش ها را به روش های مختلف تفسیر می کنند.

### در اسلام
طلاق در اسلام منفورترین حلال نامیده شده‌است و از این واقعه عرش الهی می‌لرزد.[۱]
قرآن به مردان مسلمان سفارش می‌کند که از طلاق همسرانشان خودداری ورزند و سازش را بهتر دانسته‌است.[۲] در شرایط ناسازگاری زن و شوهر قرآن پیشنهاد کرده‌ که داوری از خانواده شوهر و داوری از خانواده زن با هم بحث کنند.[۳]
کسانی که به ترک هم‌خوابگی با زنان خود سوگند یاد می‌کنند می‌بایست چهارماه قبل از نافذ شدن طلاق انتظار بکشند و اگر باز هم اصرار داشتند حکم اجرا می‌شود.[۴]
اگر طلاق پیش از نزدیکی صورت پذیرد و شوهر برای زن مهری تعیین کرده باشد، می‌بایست نصف آنچه معین کرده به زن بپردازد.[۵]
قرآن در چهار آیه نخست سوره مجادله ظِهار را که نوعی طلاق و جدایی در رابطهٔ زناشویی است و البته این فعل از میراث و فرهنگ اعراب جاهلی قبل از اسلام است و با عبارتی چون: أنتِ علیَّ کظهرِ أمی صورت می‌گیرد حرام و شدیداً تقبیح نموده و بر شوهر که مرتکب ظِهار شده واجب می‌کند که پیش از رجوع و آمیزش، کفارهٔ ظِهار را که آزاد نمودن برده‌ای است بپردازد، و اگر بهر دلیل این کار برایش میَسّر نبود، بجای آن دوماه پی در پی روزه بگیرد، و چنانچه این نیز در توانش نبود، شصت مسکین اطعام نماید.[۶]
در ازدواج دائم، مرد می‌تواند همسرش را طلاق دهد؛ مشروط به این‌که زن در مدت عادت ماهانه یا باردار نباشد. برای تقاضای طلاق از سوی زن، عموماً شرایطی در پیمان ازدواج معین می‌شود؛ مثلاً اگر زن در پیمان ازدواج شرط کرده باشد که هرگاه شوهر زن دیگر بگیرد یا با او بدرفتاری کند، تقاضای طلاق خواهد کرد. در صورت ناتوانی شوهر از دادن نفقه، زن می‌تواند تقاضای طلاق نماید. همچنین، ابتلای شوهر به بیماری روانی یا جسمانی که باعث اختلال در زندگی زناشویی شود؛ می‌تواند دلیلی برای تقاضای طلاق از سوی زن باشد.
عموماً میزان طلاق در جامعه‌های اسلامی، کم‌تر از میزان طلاق در جوامع غیراسلامی‌است. بسیاری از شوهران که زنان را مورد سوءاستفاده و سوءرفتار قرار می‌دهند، از طلاق دادنشان خودداری می‌کنند. در بسیاری از کشورهای اسلامی، دادگاه‌های خانواده برای اجرای عدالت تأسیس شده‌اند.

### در یهودیت
در آئین یهود برای طلاق، زن باید از شوهر خود طلاق را تقاضا کند و توافق او را بگیرد.

### در فرقه بهائی
بهاءالله، شارع بهائیت در کتاب اقدس امر طلاق را بسیار مکروه و ناپسند ذکر می‌کند، ولی در نظر می‌گیرد که اگر زن و شوهری واقعاً نتوانستند با هم زندگی کنند باید حکم طلاق جاری شود.
شوقی افندی، ولی‌امرالله، می‌گوید: «امر طلاق بسیار مذموم و قبیح و مخالف رضای الهی است»
بعد از تصمیم زن و مرد برای جاری ساختن حکم طلاق باید به مدت یک سال صبر نمایند. این ایام به اصطلاح بهائی ایام تربص نامیده می‌شود و اگر این یکسال گذشت و بین زن و مرد اتحاد مجدد برقرار نشد، آن‌ها به کلی از هم جدا شده و می‌توانند با فرد دیگری ازدواج کنند.
در موقع یک‌سال تربص مرد باید تمام مخارج زندگی زن را به میزانی که محفل روحانی محل تعین می‌کند بپردازد ولو آنکه طلاق به تقاضای زن صورت گرفته باشد.

## طلاق در کشورهای مختلف

### در ایران
در ایران، در سال ۱۳۹۱ ۱۵۰هزار و ۳۲۴ طلاق به وقوع پیوسته‌است؛ یعنی روزانه ۳۸۱ زوج از یکدیگر جدا شده‌اند. خیانت، مشکلات جنسی و تورم مهم‌ترین دلایل طلاق هستند. در جمهوری اسلامی ایران، مرد با مراجعه به دادگاه حق تقاضای طلاق دارد. زن نیز در شرایط خاصی می‌تواند با مراجعه به دادگاه تقاضای طلاق کند. بعضی از این شرایط عبارت‌اند از:
- ترک زندگی خانوادگی توسط زوج حداقل به مدت شش ماه متوالی یا نه ماه متناوب در یک سال بدون عذر موجه
- اعتیاد زوج به یکی از انواع مواد مخدر یا ابتلای آن به یکی از مشروبات الکلی که به اساس زندگی خانوادگی خلل وارد آورد و امتناع یا عدم امکان الزام وی به ترک آن در مدتی که به تشخیص پزشک برای ترک اعتیاد لازم بوده‌است.
- محکومیت قطعی زوج به بیش از پنج‌سال حبس
- ضرب و شتم یا سوء رفتار زوج که برای زوجه غیرقابل تحمل است.
- ابتلای زوج به بیماری‌های صعب‌العلاج روانی و جسمانی
- مرد حق طلاق را هنگام عقد به زن داده باشد. در باب مهریه نیز لازم است طبق ماده ۱۰۸۲ قانون مدنی زن به مجرد عقد، مالک مهریه می شود و می تواند هر نوع تصرفی در آن بنماید. بر طبق قانون زوجه یا وکیل وی از دو طریق می توانند مهریه را به صورت قانونی مطالبه کنند:
  1. زوجه (زن) با مراجعه به دفترخانه ای که عقد ازدواج در آنجا به ثبت رسیده است و اداره اجرای اسناد رسمی ثبت تقاضای وصول مهریه خود را می نماید و با معرفی اموال زوج (غیر از مستثنیات دین) تقاضای توقیف آن را می نماید و در صورتیکه زوج، کارمند هم باشد امکان توقیف حقوق به میزان یک سوم و یا یک چهارم آن، (بسته به شرایط زوج) وجود دارد.
  2. راه دیگر مراجعه به دادگاه و تقدیم دادخواست مطالبه مهریه و رسیدگی به آن در جلسه دادگاه به صورت حضوری و یا غیابی و صدور دادنامه و گذشتن مواعد اعتراض اعم از واخواهی و تجدید نظر و قطعیت دادنامه صادره و تشکیل پرونده اجرایی و صدور اجراییه، می باشد. البته لازم به ذکر است قوه قضاییه در سالهای اخیر در اکثر استانها اقدام به تشکیل دفاتر خدمات قضایی نموده است که این امر در تسهیل، تسریع و الکترونیکی نمودن امور قضایی نقش به سزایی داشته است.

شهیندخت مولاوردی معاون رئیس‌جمهوری در امور زنان و خانواده، اعتیاد را یکی از آسیب‌ها و چالش‌های مهم کشور و خانواده‌ها دانست و اعلام کرد که ۵۵ درصد طلاق‌ها در کشور نتیجه این معضل اجتماعی است. همچنین حدود ۱۰ درصد معتادان در کشور نیز زنان هستند.
برای رسمیت طلاق خواندن صیغه طلاق در حضور دو مرد شاهد لازم است.
در قوانین ایران به پیروی از فقه امامیه سه شیوه برای وقوع طلاق ذکر شده‌ست. روش اول خواست مرد است؛ در مادهٔ ۱۱۳۳ قانون مدنی ایران آمده‌است که: «مرد هر وقت که بخواهد می‌تواند زن خود را طلاق دهد.» دوم تقاضای طلاق توسط زن از دادگاه و سوم طلاق توافقی زن و شوهر که به طلاق خلع و مبارات معروف است و نوع خاصی از طلاق با شرایط خاص خود محسوب می‌شود.
انتقاداتی که به اختیار نامحدود مرد در انجام طلاق گرفته می‌شد باعث شد تا قانون حمایت خانواده ۱۳۴۶ صدور گواهی عدم امکان سازش از سوی دادگاه را پیش از انجام طلاق لازم بداند و شرایطی هم برای درخواست صدور این گواهی مقرر شده بود. البته مشخص نبود که آیا این قانون اختیار نامحدود مرد در طلاق را از بین برده یا خیر؛ یعنی مرد می ةواند بدون وجود شرایطی که در این قانون آمده درخواست طلاق بدهد یا نه. تا اینکه قانون حمایت خانواده ۱۳۵۴ به تصویب رسیده و به‌طور صریح ماده ۱۱۳۳ را نسخ کرده و تلاش کرد تا نوعی تساوی را در امور ازدواج و طلاق بین زن و مرد برقرار کند. در این قانون آزادی مرد در طلاق محدود به موارد خاصی شده و پنج شرط دیگر علاوه بر شرایط ماده ۱۱ قانون حمایت خانواده ۱۳۴۶ برای امکان درخواست طلاق اضافه شد که عبارت بودند از زندانی شدن زن یا مرد برای دوره‌ای مشخص، اعتیاد، ازدواج مجدد مرد بدون رضایت زن، ترک زندگی خانوادگی از طرف هریک از آنها، محکومیت قضایی هر یک از آن‌ها که موجب لطمه به حیثیت خانوادگی دیگری شود. علاوه بر موارد قانون ۱۳۴۶، در قانون ۱۳۵۴ این توضیح آمد که ماده ۱۱ هم برای زن و هم برای مرد اعتبار دارد.
با وقوع انقلاب اسلامی و با تصویب قانون دادگاه‌های مدنی خاص (۱۳۵۸) برخی از مواد قانون حمایت خانواده ۱۳۵۴ نسخ شد. در ماده ۳ این قانون آمده بود: «موارد طلاق همان است که در قانون مدنی و احکام شرع مقرر گردیده ولی در مواردی که شوهر به استناد ماده ۱۱۳۳ قانون مدنی تقاضای طلاق می‌کند، دادگاه بدواً بر حسب آیه کریمهٔ … مورد را به داوری ارجاع می‌کند و در صورتی که بین زوجین سازش حاصل نشود اجازهٔ طلاق را به زوج خواهد داد». به این ترتیب در ایران امروز مردی که بخواهد همسرش را طلاق بدهد ابتدا باید دادگاه رجوع کند و دادگاه هم سعی به سازش بین او و همسرش خواهد کرد و اگر این اتفاق نیفتاد اجازهٔ طلاق را صادر خواهد کرد.
به‌طور کلی قانونگذار شرایط صدور حکم طلاق به درخواست زوجه را بسیار دشوار درنظر گرفته‌است ولیکن در زمانی که زوجه بنا به دلایلی قادر به تحمل ادامه زندگی نباشد، دادگاه می‌تواند اقدام به صدور رای طلاق دهد یکی از این شرایط، غیبت طولانی و بدون عذر موجه زوجه است.
زن نیز در دو حالت می‌تواند از دادگاه تقاضای طلاق کند. اول اینکه در زمان ازدواج یا پس از آن، از شوهر وکالت برای طلاق گرفته باشد. اعطای چنین وکالتی به عنوان یک شرط ضمن عقد ازدواج رایج است و در این حالت زن به نیابت و نمایندگی از شوهر طلاق را اجرا می‌کند. دوم اینکه یکی از شرایط مقرر در قانون مدنی برای درخواست طلاق زن وجود داشته باشد. این شرایط به‌طور کلی به سه دسته تقسیم می‌شوند؛ اول خودداری یا عجز شوهر از دادن نفقه، دوم عسر و حرج که به معنی دشواری غیرقابل تحمل زندگی مشترک است و سوم نیز مفقودالاثر شدن شوهر برای بیش از چهار سال. عسر و حرج شامل موارد متعددی از جمله ابتلای شوهر به بیماری‌های مسریه صعب‌العلاج، ضرب و شتم یا سوء معاشرت مستمر، محکومیت به حبس ۵ سال یا بیشتر، ترک زندگی خانوادگی، اعتیاد به مواد مخدر و مشروبات الکلی می‌شود.
میزان طلاق در ایران با توجه به تعداد طلاق نسبت به جمعیت تقریباً برابر با میزان طلاق در سه کشور اصلی اروپای غربی است. آمار طلاق در ایران در سال‌های ۱۳۸۵ تا ۱۳۹۱ به‌طور پیوسته در حال افزایش بوده و از ۹۴ هزار طلاق در سال ۱۳۸۵ به ۱۱۰ هزار در سال ۸۷، ۱۳۷ هزار در سال ۸۹ و ۱۵۰ هزار در سال ۹۱ رسیده‌است. همچنین بنا به گفته مسئولین ذی ربط، در چند ماه ابتدایی سال 1402، از هر دو ازدواج، یک ازدواج به طلاق انجامیده که آمار به شدت نگران کننده ای است.

### در اروپای غربی
میزان طلاق در سه کشور اصلی اروپای غربی تقریباً برابر با میزان طلاق در ایران است. در فرانسه که حدود ۶۶ میلیون نفر جمعیت دارد در سال ۲۰۱۲ حدود ۱۳۳ هزار طلاق انجام شده‌است. در آلمان ۸۲ میلیونی، حدود ۱۹۰ هزار طلاق و در انگلیس ۶۰ میلیونی هم ۱۴۴ هزار طلاق ثبت شده‌است. در ایران ۷۷ میلیونی هم در سال ۱۳۹۱ شمسی ۱۵۰هزار و ۳۲۴ طلاق به وقوع پیوسته‌است. در فرانسه میزان طلاق در سال‌های اخیر روند کاهش داشته‌است. در سال ۲۰۰۵ در فرانسه بیش از ۱۵۵ هزار مورد طلاق به وقوع پیوسته بود اما در سال ۲۰۰۶ این رقم به ۱۳۹ هزار کاهش یافته و نهایتاً به ۱۳۳ هزار مورد در سال رسیده‌است.

### در آمریکا
براساس آمارهای دو الی سه دهه گذشته، در آمریکا تا سال ۱۹۸۸ از هر سه ازدواج یکی به طلاق انجامیده و در این نسبت در سال ۱۹۸۹ به دو سوم رسیده‌است.
در تهران ۴۰ درصد ازدواج‌ها به طلاق منجر می‌شود.
بر اساس آمار بدست آمده از کشور آمریکا، بیشترین طلاق(۳۶٫۶٪) در مورد زنانی اتفاق می‌افتد که در بین سنین ۲۰ تا ۲۴ سال ازدواج کرده‌اند، در مورد مردان نیز وضع به همین شکل است و بیشترین طلاق آنها(۳۸٫۸٪) برای مردانی رخ می‌دهد که در بین سال‌های ۲۰ تا ۲۴ سالگی ازدواج کنند.
بین ۴۰–۵۰ درصد ازدواج‌های اول در ایالات متحده به طلاق منجر می‌شود و نرخ طلاق در ازدواج‌های بعدی بالاتر از این رقم است.

### آمار جهانی طلاق
واتیکان و فیلیپین تنها کشورهای دنیا هستند که در قوانین آن‌ها چیزی به نام طلاق وجود ندارد. کشورهای دیگری که در سال‌های اخیر طلاق را وارد قوانین خود کرده‌اند؛ شامل ایتالیا (۱۹۷۰)، پرتغال (۱۹۷۵)، برزیل (۱۹۷۷)، اسپانیا (۱۹۸۱)، ایرلند (۱۹۹۶)، شیلی (۲۰۰۴) و مالت (۲۰۱۱) می‌شوند.

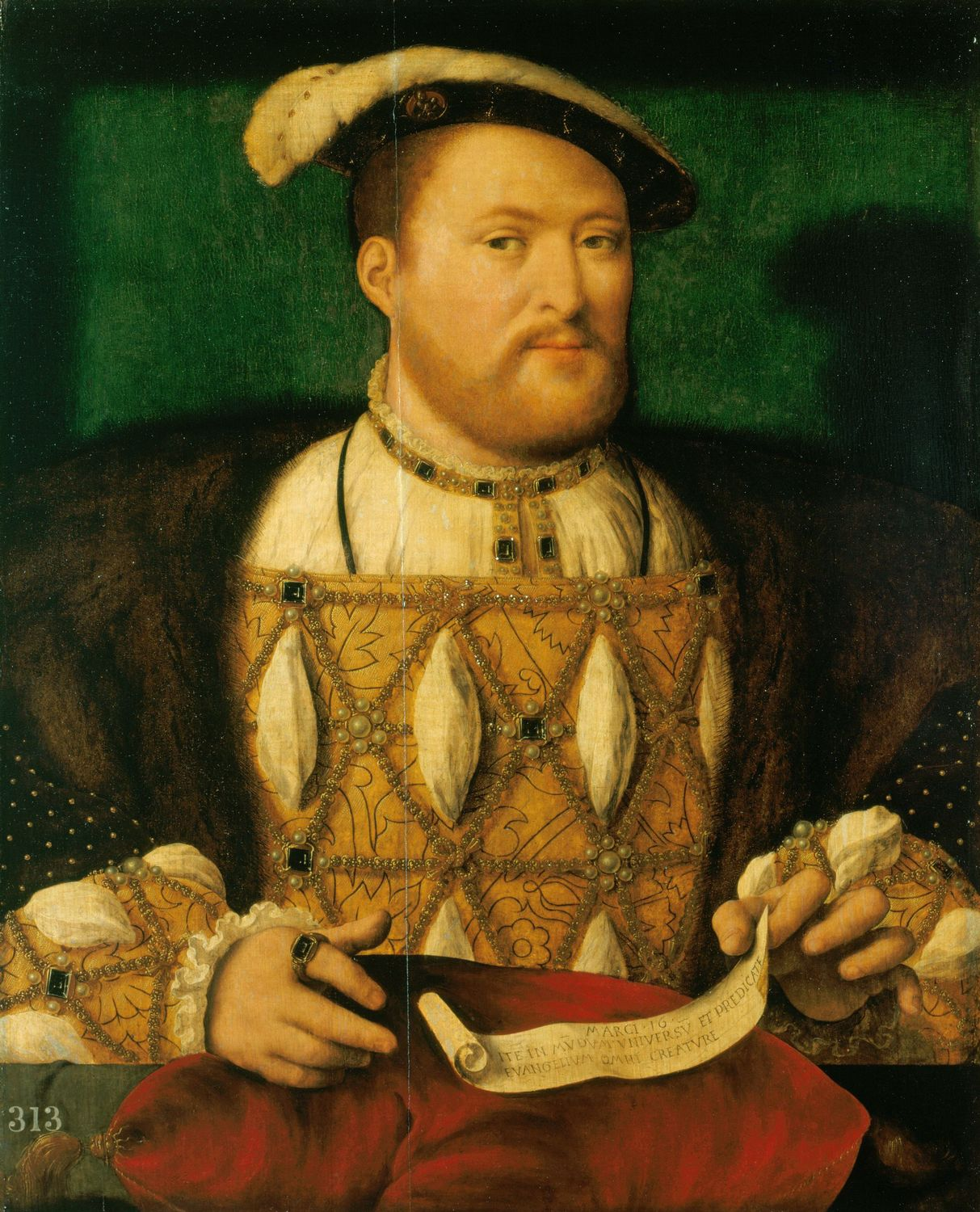
طلاق هنری هشتم پادشاه انگلستان باعث جدایی کلیسای انگلیکان از کلیسای کاتولیک و تأسیس یک مذهب جدید شد.

| کشور                   | نرخ ازدواج خام | نرخ طلاق خام | سال منبع                           |
| ---------------------- | -------------- | ------------ | ---------------------------------- |
| آلبانی                 | ۸٫۹            | ۱٫۷          | (2011)                             |
| ارمنستان               | ۶٫۰            | ۱٫۰          | (2011)                             |
| استرالیا               | ۵٫۴            | ۲٫۳          | (2010)                             |
| اتریش                  | ۴٫۵            | ۲٫۱          | (2010)                             |
| جمهوری آذربایجان       | ۹٫۷            | ۱٫۲          | (2011)                             |
| باهاما                 | ۶٫۱            | ۰٫۳          | (2007)                             |
| بلاروس                 | ۹٫۲            | ۴٫۱          | (2011)                             |
| بلژیک                  | ۴٫۲            | ۳٫۰          | (2010)                             |
| برمودا                 | ۱۰٫۶           | ۲٫۷          | (2009)                             |
| بوسنی و هرزگوین        | ۵٫۱            | ۰٫۴          | (2010)                             |
| برزیل                  | ۶٫۶            | ۱٫۴          | (2009)                             |
| بلغارستان              | ۳٫۲            | ۱٫۵          | (2010)                             |
| کانادا                 | ۴٫۴            | ۲٫۱          | (2008)                             |
| شیلی                   | ۳٫۳            | ۰٫۱          | (2009)                             |
| چین                    | ۹٫۳            | ۲٫۰          | (2010)                             |
| کلمبیا                 | ۲٫۳            | ۰٫۲          | (2007)                             |
| کاستاریکا              | ۵٫۳            | ۲٫۵          | (2010)                             |
| کرواسی                 | ۴٫۸            | ۱٫۱          | (2010)                             |
| کوبا                   | ۵٫۲            | ۲٫۹          | (2010)                             |
| قبرس                   | ۷٫۹            | ۲٫۲          | (2009)                             |
| جمهوری چک              | ۴٫۴            | ۲٫۹          | (2010)                             |
| دانمارک                | ۵٫۶            | ۲٫۶          | (2010)                             |
| جمهوری دومینیکن        | ۴٫۴            | ۱٫۸          | (2010)                             |
| اکوادور                | ۵٫۶            | ۱٫۱          | (2006)                             |
| مصر                    | ۱۱٫۰           | ۱٫۹          | (2010)                             |
| السالوادور             | ۳٫۵            | ۰٫۸          | (2006)                             |
| استونی                 | ۳٫۸            | ۲٫۲          | (2010)                             |
| اتحادیه اروپا          | ۴٫۵            | ۲٫۰          | (2010)                             |
| فنلاند                 | ۵٫۶            | ۲٫۵          | (2010)                             |
| فرانسه                 | ۳٫۸            | ۲٫۱          | (2010)                             |
| گرجستان                | ۶٫۹            | ۱٫۳          | (2011)                             |
| آلمان                  | ۴٫۷            | ۲٫۳          | (2010)                             |
| جبل طارق               | ۶٫۷            | ۳٫۲          | (2010)                             |
| گرنادا                 | ۵٫۰            | ۱٫۱          | (2001)                             |
| یونان                  | ۴٫۸            | ۱٫۲          | (2008)                             |
| گواتمالا               | ۳٫۸            | ۰٫۲          | (2008)                             |
| مجارستان               | ۳٫۶            | ۲٫۴          | (2010)                             |
| ایسلند                 | ۴٫۹            | ۱٫۸          | (2010)                             |
| هند                    | ۱٫۰۱           |              | (۲۰۱۱)                             |
| ایران                  | ۱۲٫۲           | ۱٫۷          | (2009)                             |
| جمهوری ایرلند          | ۴٫۶            | ۰٫۷          | (2010)                             |
| اسرائیل                | ۶٫۵            | ۱٫۸          | (2009)                             |
| ایتالیا                | ۳٫۶            | ۰٫۹          | (2010)                             |
| جامائیکا               | ۷٫۵            | ۰٫۷          | (2011)                             |
| ژاپن                   | ۵٫۵            | ۲٫۰          | (2010)                             |
| اردن                   | ۱۰٫۲           | ۲٫۶          | (2010)                             |
| قزاقستان               | ۸٫۶            | ۲٫۳          | (2008)                             |
| کویت                   | ۵٫۲            | ۲٫۲          | (2010)                             |
| قرقیزستان              | ۹٫۷            | ۱٫۶          | (2010)                             |
| لتونی                  | ۴٫۲            | ۲٫۲          | (2010)                             |
| لبنان                  | ۹٫۵            | ۱٫۶          | (2007)                             |
| لیبی                   | ۶٫۰            | ۰٫۳          | (2002)                             |
| لیختن‌اشتاین            | ۵٫۰            | ۲٫۴          | (2010)                             |
| لیتوانی                | ۵٫۷            | ۳٫۰          | (2010)                             |
| لوکزامبورگ             | ۳٫۵            | ۲٫۱          | (2010)                             |
| موریس                  | ۸٫۲            | ۱٫۴          | (2010)                             |
| مکزیک                  | ۵٫۲            | ۰٫۸          | (2009)                             |
| مولدووا                | ۷٫۳            | ۳٫۱          | (2011)                             |
| مغولستان               | ۳٫۴            | ۱٫۱          | (2010)                             |
| مونته‌نگرو              | ۵٫۷            | ۰٫۸          | (2011)                             |
| هلند                   | ۴٫۴            | ۱٫۹          | (2009)                             |
| نیوزیلند               | ۴٫۸            | ۲٫۰          | (2008)                             |
| نیکاراگوئه             | ۴٫۵            | ۰٫۸          | (2005)                             |
| نروژ                   | ۴٫۸            | ۲٫۱          | (2010)                             |
| پاناما                 | ۳٫۷            | ۱٫۰          | (2010)                             |
| لهستان                 | ۶٫۰            | ۱٫۶          | (2010)                             |
| پرتغال                 | ۳٫۷            | ۲٫۵          | (2010)                             |
| قطر                    | ۳٫۳            | ۱٫۱          | (2011)                             |
| مقدونیه شمالی          | ۷٫۲            | ۰٫۸          | (2011)                             |
| رومانی                 | ۵٫۴            | ۱٫۵          | (2010)                             |
| روسیه                  | ۹٫۲            | ۴٫۷          | (2011)                             |
| سنت لوسیا              | ۲٫۸            | ۰٫۷          | (2004)                             |
| سنت وینسنت و گرنادین‌ها | ۵٫۸            | ۰٫۸          | (2007)                             |
| سان مارینو             | ۶٫۱            | ۲٫۵          | (2011)                             |
| عربستان سعودی          | ۵٫۲            | ۱٫۱          | (2005)                             |
| صربستان                | ۴٫۹            | ۱٫۱          | (2011)                             |
| سیشل                   | ۱۷٫۴           | ۱٫۹          | (2011)                             |
| سنگاپور                | ۵٫۳            | ۱٫۵          | (2011)                             |
| اسلواکی                | ۴٫۷            | ۲٫۲          | (2010)                             |
| اسلوونی                | ۳٫۲            | ۱٫۲          | (2010)                             |
| آفریقای جنوبی          | ۳٫۵            | ۰٫۶          | (2009)                             |
| کره جنوبی              | ۶٫۵            | ۲٫۳          | (2010)                             |
| اسپانیا                | ۳٫۶            | ۲٫۲          | (2010)                             |
| سری‌لانکا               | ۰٫۱۵           |              | (۲۰۰۵)                             |
| سورینام                | ۴٫۲            | ۱٫۳          | (2007)                             |
| سوئد                   | ۵٫۳            | ۲٫۵          | (2010)                             |
| سوئیس                  | ۵٫۵            | ۲٫۸          | (2010)                             |
| سوریه                  | ۱۰٫۶           | ۱٫۰          | (2006)                             |
| تاجیکستان              | ۱۳٫۵           | ۰٫۸          | (2009)                             |
| تایلند                 | ۵٫۵            | ۱٫۴          | (2005)                             |
| تونگا                  | ۷٫۱            | ۱٫۰          | (2003)                             |
| ترینیداد و توباگو      | ۶٫۳            | ۲٫۲          | (2005)                             |
| ترکیه                  | ۸٫۰            | ۱٫۶          | (2011)                             |
| اوکراین                | ۶٫۷            | ۲٫۸          | (2010)                             |
| بریتانیا               | ۴٫۳            | ۲٫۰          | (2009)                             |
| ایالات متحده آمریکا    | ۶٫۸            | ۳٫۶          | (2011), 44 reporting ایالات آمریکا |
| اروگوئه                | ۳٫۲            |              | (2010)                             |
| ازبکستان               | ۷٫۸            | ۰٫۶          | (2006)                             |
| ونزوئلا                | ۳٫۳            | ۰٫۹          | (2006)                             |
| ویتنام                 | ۵٫۷            | ۰٫۲          | (2007)                             |

## مشاوره قبل از طلاق
در مشاوره قبل از طلاق راه‌های حل مشکلات و ادامه زندگی به کمک مشاور و زوج‌ها بررسی می‌شود. اگر راهی جز طلاق نباشد مشاور دربارهٔ روند تسهیل انجام شدن آن زن و مرد را راهنمایی می‌کند. مشاوره طلاق نه تنها کمک می‌کند تا زوجین در مورد طلاق تصمیم قطعی بگیرند بلکه به مدیریت هر چه بهتر فرزاندان، ارتباط با آشنایان، اموال و کسب و کار مشترک و احساسات و هیجانتانشان پس از طلاق نیز کمک می‌کند. در ایران با رای دیوان عدالت اداری مشاوره پیش از طلاق توافقی اجباری است. بعضی از زوج‌ها بخاطر پیچیدگی‌های اداری و کاهش هزینه‌های روحی و روانی فرایند طلاق به دنبال راه‌هایی برای دور زدن مشاوره طلاق اجباری هستند. این موضوع باعث شده‌است بعضی از افردا تحت عنوان وکیل و مؤسسه حقوقی با تبلیغاتی مانند طلاق در ۲۴ ساعت یا طلاق فوری بدون نیاز به حضور زوجین دست به کلاهبرداری از زوجین خواهان طلاق بزنند.